# Schistes de Spence
Les schistes de Spence sont une unité stratigraphique du Cambrien moyen présente dans des massifs de la province géologique du Grand Bassin, au sud-est de l'Idaho et au nord de l'Utah, aux États-Unis.
Cette unité stratigraphique, qui fait partie de la formation de Langston, constitue un Konservat-Lagerstätte, dont le mode de préservation de fossiles est de type schistes de Burgess (en) (BST),,,. Les schistes de Spence, parfois appelés Spence Tongue, sont connus pour leur richesse en fossiles de trilobites, de hyolithes et d'animaux à corps mou.
Les schistes de Spence ont été décrits et nommés en 1908 par le paléontologue Charles Doolittle Walcott d'après le Spence Gulch, site type localisé dans la chaîne de montagne de Bear River, en Idaho,,,.

## Historique

### Découverte, premières explorations et descriptions
Les premières découvertes de fossiles contenus dans les schistes de Spence sont réalisées par Robert S. Spence, un paléontologue amateur originaire de Garden City, dans l'Utah. En 1896, Spence transmet au musée national d'histoire naturelle des États-Unis, à l'intention de Charles Doolittle Walcott, quelques spécimens fossilisés datés du Cambrien moyen et présentant un bon état de conservation,,. Jusqu'en 1906, Spence continue à adresser à Walcott d'autres fossiles qu'il a mis en évidence sur différents sites de l'Idaho et de l'Utah,,.
Les découvertes de Spence amènent Walcott, à partir de l'été 1906, à entreprendre des recherches sur les sites (dont celui de Blacksmith Fork) précédemment fouillés par le paléontologue amateur,,. En septembre 1907, Walcott opère des explorations sur le site de Spence Gulch ; il y collecte un spécimen de cystoide ainsi que de nombreux fossiles de trilobites.
En avril 1908, sur la base des recherches qu'il a menées sur le site de Spence Gulch, Walcott nomme et donne une première et courte description des schistes de Spence,. En décembre, dressant un premier inventaire des spécimens fossiles découverts et apportant une donnée lithologique supplémentaire, Walcott donne une description plus développée du Lagerstätte. Cette seconde description, incomplète, ne comporte pas les éléments stratigraphiques obtenus sur les sites établis au sein de la chaîne de Wasatch. En outre, il place les schistes de Spence au sein de la formation de Ute (en),,.
En 1939, le paléontologue Charles Elmer Resser (en) complète la description stratigraphique et faunique des schistes de Spence grâce à des notes rédigées par Walcott. Resser positionne les schistes dans la partie inférieure de la formation de Ute,.

### Révisions de la position stratigraphique
Une nouvelle étude de la stratigraphie de Blacksmith Fork ainsi que l'examen détaillé de deux coupes d'affleurements se trouvant à proximité de ce site, permettent à J. Stewart Williams et Georges Burke Maxey, en 1941, d'établir que les schistes de Spence font partie de la formation de Langston (en) et non à celle de Ute,,,,,. Sur cette base, Maxey, en 1958, positionne, au sein de la formation de Langston, les schistes de Spence entre l'unité stratigraphique dite du « calcaire de Naomi Peak » et celle dite du « calcaire de High Creek »,.
En 1971, S. Oriel et F. Armstrong affectent les schistes de Spence à la formation géologique dite « Lead Bell Shale »,,,. En outre, ils désignent les schistes de Spence sous les termes de Spence Tongue et la formation de Langstone en Langstone Dolomite,,,.
Pour autant, des cartes géologiques publiées en 1993 et réalisées par l'Utah Geological Survey (en) ont finalement validé la terminologie utilisée par Maxey en 1958 et l'assignation des schistes de Spence à la formation de Langston.

## Localisation et sites
Les schistes de Spence sont affleurants dans le Grand Bassin des États-Unis, au sud-est de l'Idaho, au sein des chaînes montagneuses de Bear River et de Malad ; dans le nord de l'Utah, au sein des montagnes de Wellsville, de la chaîne de Wasatch ainsi qu'au sein de la chaîne de Promontory (en),,.
Les principaux dépôts fossilifères sont localisés sur les sites d'Antimony Canyon (AC), de Cataract Canyon (CC) et de Miners Hollow (MH), dans les montagnes de Wellsville et sur les sites de High Creek (HCR), d'Oneida Narrows (ON) et de Spence Gulch (SP) — localisé à 15 miles en axe ouest de Montpelier —, dans la chaîne de Bear River. Les autres sites explorés contenant les schistes de Spence sont : Blacksmith Fork (BF) — localisé à une distance de 10 miles en axe est de Hyrum —, Calls Fort Canyon (CFC), Donation Canyon (DC), Emigration Canyon (EC), Hansen Canyon (HC), Promontory Point (PP) et Two Mile Canyon (TMC) — localisé dans la chaîne de Malad, à une distance de 2 miles de Malad City —. Les sites d'Antimony Canyon, de Cataract Canyon, Calls Fort Canyon, Donation Canyon, Hansen Canyon et Miners Hollow se trouvent à proximité de Brigham City,.
Paléogéographiquement, durant la période du Cambrien moyen, les schistes de Spence auraient été situés dans la marge nord-ouest de la Laurentie,,.

## Caractéristiques et description

### Âge et période
Les schistes de Spence se sont formés au cours de l'époque du Miaolingien (Cambrien moyen), plus précisément durant l'étage du Wuliuen,,.
L'âge des schistes de Spence est estimé à environ 506 Ma, voire entre 506 et 505 Ma,. La formation de Langston est, quant à elle, datée entre 507,5 et 506 Ma.
En Amérique du Nord, l'unité stratigraphique de Spence est le plus ancien des Lagerstätten de type BST — ce groupe de dépôts fossilifères incluant les schistes de Burgess, les schistes de Wheeler, la formation de Marjum et la formation de Weeks,,,,.

### Stratigraphie
L'unité stratigraphique de Spence constitue le « membre » central de la formation de Langston. Ce membre central repose sur le calcaire de Naomi Peek et est recouvert par le calcaire de High Creek,,.
Les schistes de Spence s'étendent dans la biozone dites des trilobites Glossopleura,,. Les schistes peuvent être corrélés à la biozone des trilobites Albertella,,. Les schistes de Spence peuvent être également incluent à la zone biostratigraphique de Peronopsis bonnerensis,.
L'épaisseur des schistes de Spence ont une épaisseur minimale de 9 m, mesure relevée sur le site de Blacksmith Fork, et une épaisseur maximale de 120 m, mesure relevée sur le site d'Oneida Narrows,. Sur le site de High Creek, les schistes de Spence mesurent 192 pieds (environ 58,52 m) d'épaisseur. Au niveau du site de Calls Fork Canyon, les schistes se développent sur 175 pieds d'épaisseur (environ 53,34 m). L'épaisseur relevée sur le site de Two Miles Canyon est de 155 pieds (environ 47,24 m). Sur le site de Spence Gulch, l'unité stratigraphique mesure 50 pieds (15,24 m) d'épaisseur. Sur le site de Miners Hollow, l'épaisseur des schistes de Spence varie de 50 à 65 m, mesures identiques à celles relevées sur l'ensemble des sites se trouvant dans les montagnes de Wellsville.

### Lithologie et sédimentologie

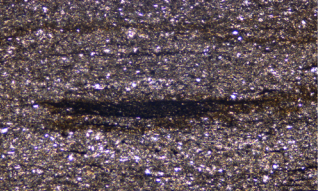
Dépôt de résidus biogéniques se trouvant dans la partie inférieure d'un « cycle 3 » des schistes de Spence.

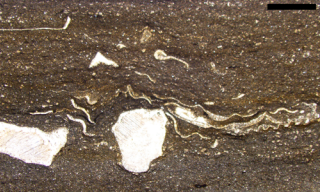
Coupe stratigraphique d'une couche de mudstone carbonatée et silicastique se trouvant dans la partie supérieure d'un « cycle 3 ».

La séquence stratigraphique des schistes de Spence s'organise en plusieurs « cycles », chaque cycle constituant une paraséquence (en),,, — le site de Miners Hollow présente 7 cycles distinctes, celui d'Antinomy Canyon 8 cycles et celui d'Oneida Narrows, 3 cycles.
L'unité stratigraphique de Spence consistent principalement en des couches de shales limoneux gris à noir et de mudstones silicastiques alternés par des lits de calcaires oolithique et noduleux ou par des couches de grainstone,,,,. Les schistes sont également composés de petites quantités de sables, sédimentées sous forme de « cordons »,.
Les mudstones de l'unité stratigraphique de Spence, d'épaisseur variable et à forte concentration en carbonates, présentent des successions d'intervalles laminées (en) alternées d'intervalles bioturbées,. Les matières organiques que recèlent ces mudstones sont composées d'éléments biogéniques (en) de quelques millimètres de long, de forme plate, et se trouvant régulièrement associés à de la pyrite.
Les schistes de Spence se sont déposés sur la pente d'une marge passive, les plus anciens se trouvant à proximité de la base, les plus récents se trouvant à proximité de l'extrémité supérieure,.

## Taphonomie
Les schistes de Spence représentent un Konservat-Lagerstätte,. Le mode de préservation fossilifère de l'unité stratigraphique est de type schistes de Burgess (en) (BST),,,.
La présence d'intervalles laminés alternés d'intervalles bioturbés, d'une part, et les faibles teneurs en carbone organique (en) et en sulfure observées dans certaines strates, d'autre part, pourraient indiquer d'importantes variabilités de l'oxygénation des eaux océaniques profondes durant l'époque de formation des schistes de Spence,,. Le milieu de conservation de la faune de l'unité stratigraphique de Spence est en grande partie « confiné » et non-bioturbé. La fossilisation de la faune benthique, englobant les spécimens de trilobites, de hyolithes, de brachiopodes ou encore de ctenocystides, se serait très probablement produite à la faveur d'une oxygénation des eaux océaniques profondes, en milieu faiblement à moyennement bioturbé,.
Plusieurs hypothèses ont été proposées pour expliquer le processus ayant permis la conservation de spécimens vermiformes (« à corps mou ») mis en évidence dans les schistes de Spence. Leur conservation se serait réalisée en milieu principalement laminé, non-bioturbé et lors d'épisodes d'une anoxie des eaux,. Toutefois, quelques spécimens d'animaux à corps mou ont été fossilisés dans des strates bioturbées ,,. Par ailleurs, le niveau de préservation des vermiformes semble varier selon leur rang taxonomique et selon les différents sites d'affleurement de schistes de Spence au sein desquels ils ont été recueillis. Une étude publiée en 2017 portant sur 10 individus à corps mou — dix collectés à Miners Hollow, un collecté à Antinomy Canyon et un collecté sur un site des montagnes de Wellsville — a permis d'établir que la pyritisation a été le principal processus de conservation des tissus de ces spécimens vermiformes de Spence. Cette même étude a montré que la conservation des tissus de certains de ces individus à corps mou s'est effectuée par processus de kérogénisation couplée à une aluminosilification et, pour d'autres spécimens, par fossilisation phosphatique (en). Des fossilisation de tissus de vermiformes par combinaisons avec de la monazite, de la barytine ou encore de la calcite ont été également observées.
L'ensemble des différents types de processus de conservation que présentent les schistes de Spence n'a pas encore été entièrement analysé. En outre, la fonction que détient la diagenèse dans la conservation fossilifère de l'unité stratigraphique, et particulièrement en ce qui concerne les animaux à corps mou, n'a pas été clairement établie.

## Faune, flore et ichnofaune
Au sein des schistes de Spence, depuis les premières découvertes de fossiles jusqu'en 2019, un total de 87 espèces réparties dans 71 genres et plus de 10 embranchements différents ont été recensés. Environ 66 % des espèces recensées possèdent un squelette.
Les sites de Miners Hollow et d'Antimony Canyon concentrent les plus importants dépôts de fossiles d'animaux à corps mous.
Les Gunther, une famille de paléontologistes, ont collecté environ trois-quarts des fossiles conservés au sein d'établissements muséographiques.

### Faune

#### Arthropodes
Les arthropodes des schistes de Spence sont représentés par 57 espèces réparties dans 40 genres différents.

##### Trilobites

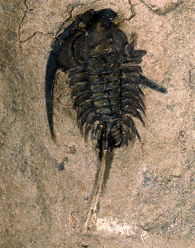
Zacanthoides liddelli, spécimen de trilobite recueilli sur le site de High Creek

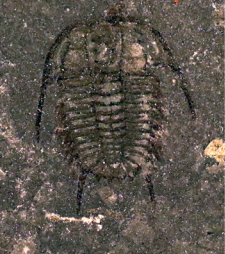
Oryctocephalus walcotti, spécimen de trilobite recueilli sur le site d'Oneida Narrows

La classe des trilobites constitue le groupe taxonomique le plus abondant et le plus varié. Les trilobites sont documentés par 41 espèces (43 espèces connues avec les agnostides) et 25 genres. La classe de trilobites est représentée par des espèces appartenant aux genres des Alokistocare (ordre des Ptychopariida), des Zacanthoides (en), des Kootenia, des Ogygopsis (en), des Oryctocephalus (en), des Oryctocara des Glossopleura, des Bathyuriscus (en), des Achlysopsis, des Athabaskia, des Kochina, des Dorypyge,,, et des Olenoides,. L'ordre des agnostides est principalement représenté par deux espèces faisant partie du genre des Peronopsis (en) (Peronopsis bonnerensis et Peronopsis brighamensis),, ainsi que par le genre des Pentagnostus (en).

##### Autres arthropodes
La faune de l'unité de Spence comprend 14 espèces d'arthropodes « à corps mou » (uniquement attestées dans les sites du massif de Wellsville), dont Canadapsis perfecta, Caryosyntrips camurus, Dioxycaris argenta, Hurdia victoria, Meristosoma paradoxum,, Mollisonia symmetrica, Sidneyia sp, Utahcaris orion (genre des Sanctacaris), Tuzoia retifera (de), Waptia fieldensis, Yohoia utahana, ainsi que, possiblement, Branchiocaris pretiosa et Leanchoilia superlata,. Des espèces appartenant au genre Anomalocaris, dont Anomalocaris nathorsti, ont été également identifiées comme faisant partie de la faune des schistes de Spence,,.

#### Brachiopodes

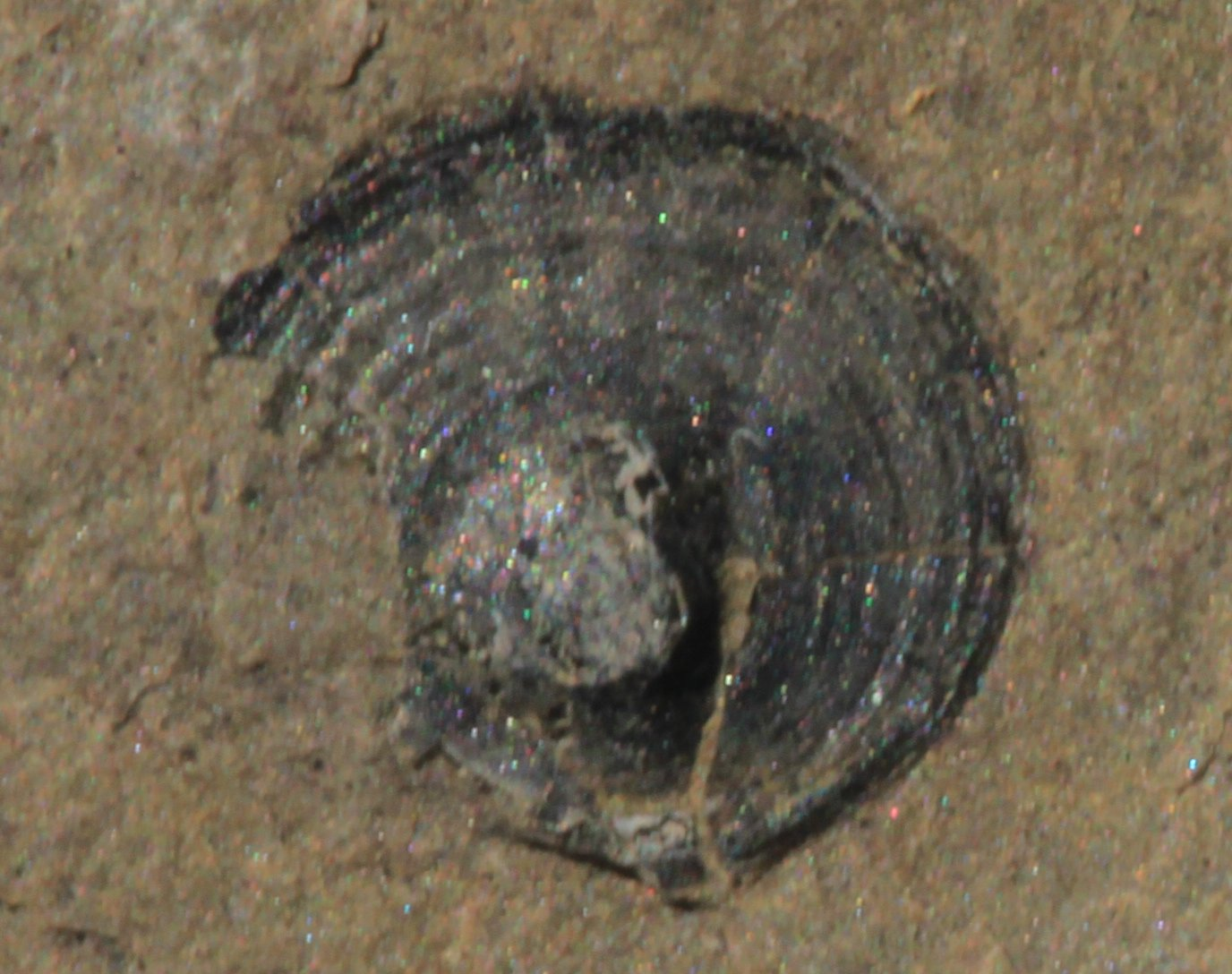
Spécimen d'Acrothele colleni retrouvé dans un affleurement des schistes de Spence près de Brigham.

L'embranchement des brachiopodes est représenté par le genre des Nisusia, le genre des Micromitra (avec l'espèce Micromitra lipida), le genre des Iphidella (avec l'espèce Iphidella grata), le genre des Lingulella (avec l'espèce Lingulella eucharis), le genre des Acrothele (avec l'espèce Acrothele affinis), le genres des Acrotreta (avec les espèces Acrotreta definita et Acrotreta levata), et par le genre des Wimanella (avec les espèces Wimanella spencei, Wimanella rara et Wimanella nautes).

#### Échinodermes

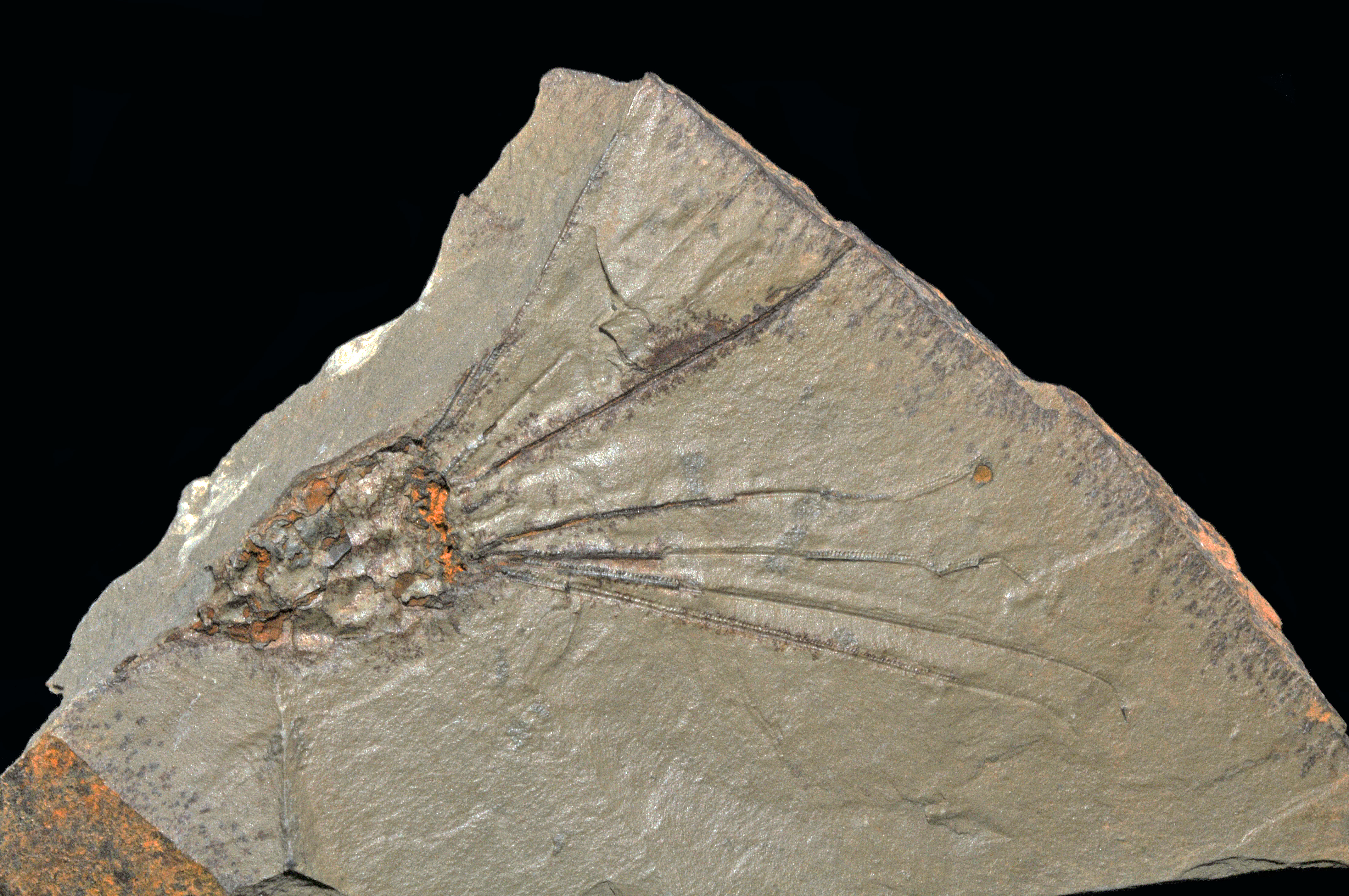
Spécimen de Gogia kitchnerensis collecté sur le site d'Antinomy Canyon.

L'embranchement des échinodermes est représenté par sept espèces appartenant au genre Gogia (en) — Gogia ganulosa, Gogia spiralis, Gogia guntheri, Gogia palmeri, Gogia longidactylus (ou, anciennement nommé, Eocrinus longidactylus,), Gogia kichnerensis et une espèce non-nommée, —, deux espèces appartenant au genre Totiglobus — Totiglobus nimius et Totiglobus spencensis — ; une espèce appartenant au genre  Ctenocystis (Ctenocystis utahensis),. Lyracystis reesei et Ponticulocarpus robison, peu abondants dans les sites des schistes de Spence, complètent le corpus des échinodermes.

#### Hémichordés
L'embranchement des Hémichordés est documenté par les espèces Margaretia dorus, et Sphenoecium wheelerensis (un graptolite benthique),.

#### Incertae sedis

##### Hyolites

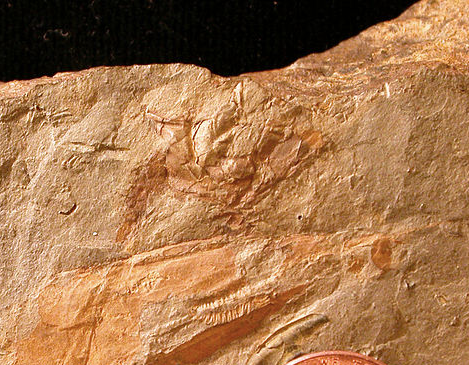
Empreinte de Hyolithes cecrops.

Parmi les taxons de classification incertaine, l'unité stratigraphique de Spence compte l'espèce Haplophrendis carinatus, appartenant au hyolithes, groupe successivement assigné aux mollusques puis aux lophophorates. Les hyolithes sont également représentés par les espèces Hyolithes cecrops, Hyolithes ornatellus et Orthotheca sola.

##### Autres taxonsincertae sedis
Trois espèces incertae sedis ont été identifiées dans le schistes de Spence : Banffia episoma, Eldonia ludwigi,, et Siphusauctum lloydguntheri. La présence du genre Wiwaxia a également été attestée avec la collecte des espèces Wiwaxia herka et Wiwaxia corrugata.

#### Lobopodes

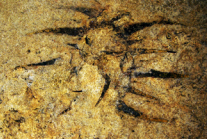
Acinocricus stichus, spécimen de lobopode collecté sur le site de Miners Hollow.

Au sein de la faune fossile des schistes de Spence, Acinocricus Stichus constitue l'unique représentant de l'embranchement des Lobopodes . L'holotype de l'espèce a été retrouvé sur le site de Miners Hollow. Acinocricus Stichus est nommé et décrit en 1988 par Simon Conway Morris et Richard A. Robison,,. L'espèce, dans un premier temps assignée au genre des Peytoia (en), a dans un second temps été proposée pour être attribuée à la division des Chlorophytes,. Après réexamen, Acinocricus Stichus a été finalement classée dans l'embranchement des Lopobodes, en raison de ses affinités phylogénétiques avec l'espèce type de ce groupe, cette dernière ayant été mise en évidence dans les schistes d'Emu Bay,,. Acinocricus Stichus présente un corps de forme allongée en partie recouvert d'épines verticilles — certaines annelées et d'autres non annelées — et régulièrement espacées les unes des autres,. L'holotype d’Acinocricus Stichus mesure 97 mm de long et possède plus de dix épines annelées,.

#### Mollusques
L'embranchement des mollusques, peu abondants au sein des schistes de Spence, est notamment documenté par deux espèces, Latouchella arguata et Scenella radian.

#### Priapulides

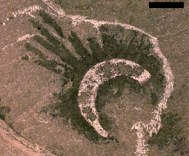
Wronascolex? ratcliffei, spécimen de priapulide collecté sur le site de Miners Hollow.

L'embranchement des Priapulides est documenté par des spécimens d'Ottoia prolifica, de Selkirkia (Selkirkia spencei et Selkirkia cf. columbia), ainsi que par Palaeoscolex ratcliffei — ou Utahscolex ratclffei, et, plus récemment renommé, Wronascolex? ratcliffei —, espèce appartenant à la classe des Paléoscolécides (en),.

#### Spongiaires
L'embranchement des spongiaires est essentiellement représenté par deux espèces appartenant au genre Vauxia — Vauxia gracilenta et Vauxia magna —, par une espèce appartenant au genre Brooksella, ainsi que par une espèce appartenant au genre Protospongia (en), Protospongia hicksi, dont une centaine de spécimens ont été mis en évidence sur le site d'Oneida Narrows,.

### Algues et cyanobactéries
Le corpus d'espèces d'algues et de cyanobactéries ayant été identifiées comprend Marpolia spissa (en), Yuknessia simplex,, et, possiblement, Morania fragmenta.

### Ichnofaune
L'ensemble de l'ichnofaune mise en évidence dans les schistes de Spence comprend 24 ichnogenres et 35 ichnoespèces. Les 24 ichnogenres sont attestés : Archaeonassa, Arenicolites, Aulichnites, Bergaueria, Conichnus, Cruziana (en), Dimorphichnus, Diplichnites, Gordia, Gyrophyllites, Halopoa, Lockeia, Monomorphichnus, Nereites, Phycodes, Phycosiphon, Planolites, Protovirgularia, Rusophycus, Sagittichnus, Scolicia, Taenidium, Teichichnus et Treptichnus. L'ichnofaune de l'unité stratigraphique de Spence présente trois ichnocénoses (ensemble, groupe, ou suite de traces fossiles d'une biocénose,,,) : Rusophycus-Cruziana, Sagittichnus et Arenicolites-Conichnus. Elle est caractérisée par un ichnofaciès (en) (« assemblage de traces fossiles ») de type Cruziana « distal » et un ichnofaciès de type Skolithos (en) « distal et appauvri ».